# Női 100 méteres mellúszás a 2011-es úszó-világbajnokságon
A női 100 méteres mellúszást a 2011-es úszó-világbajnokságon július 25-én és 26-án rendezték meg. Előbb a selejtezőket és az elődöntőket, másnap a döntőt.

## Rekordok
|                    | Név           | Nemzetiség | Idő     | Helyszín    | Dátum              |
| ------------------ | ------------- | ---------- | ------- | ----------- | ------------------ |
| Világcsúcs         | Jessica Hardy | USA        | 1:04.45 | Federal Way | 2009. augusztus 7. |
| Világbajnoki csúcs | Rebecca Soni  | USA        | 1:04.84 | Róma        | 2009. július 27.   |

## Érmesek
| Arany                                    | Ezüst                     | Bronz            |
| Amerikai Egyesült Államok · Rebecca Soni | Ausztrália · Leisel Jones | Kína · Ji Liping |

## Eredmények

### Selejtezők
| Helyezés | Selejtező | Pálya | Nemzetiség                | Úszók | Idő     | Megj. |
| -------- | --------- | ----- | ------------------------- | ----- | ------- | ----- |
| 1        | 6         | 4     | Rebecca Soni              | USA   | 1:05.54 | Q     |
| 2        | 6         | 5     | Ji Liping                 | CHN   | 1:07.10 | Q     |
| 3        | 6         | 7     | Sarah Poewe               | GER   | 1:07.38 | Q     |
| 4        | 4         | 5     | Satomi Suzuki             | JPN   | 1:07.39 | Q     |
| 5        | 5         | 6     | Jillian Tyler             | CAN   | 1:07.67 | Q     |
| 6        | 5         | 4     | Leisel Jones              | AUS   | 1:07.72 | Q     |
| 7        | 5         | 3     | Rikke Pedersen            | DEN   | 1:07.80 | Q     |
| 7        | 6         | 3     | Jennie Johansson          | SWE   | 1:07.80 | Q     |
| 9        | 4         | 4     | Julija Jefimova           | RUS   | 1:07.81 | Q     |
| 10       | 4         | 3     | Sun Ye                    | CHN   | 1:07.96 | Q     |
| 11       | 5         | 5     | Leiston Pickett           | AUS   | 1:08.06 | Q     |
| 12       | 5         | 2     | Moniek Nijhuis            | NED   | 1:08.16 | Q     |
| 13       | 4         | 2     | Marina Garcia Urzainque   | ESP   | 1:08.42 | Q     |
| 14       | 6         | 6     | Amanda Beard              | USA   | 1:08.51 | Q     |
| 15       | 4         | 1     | Petra Chocova             | CZE   | 1:08.58 | Q     |
| 16       | 4         | 6     | Joline Höstman            | SWE   | 1:08.63 | Q     |
| 17       | 6         | 1     | Sara El Bekri             | MAR   | 1:08.96 |       |
| 18       | 3         | 4     | Stacey Tadd               | GBR   | 1:09.08 |       |
| 19       | 5         | 7     | Darja Gyejeva             | RUS   | 1:09.12 |       |
| 20       | 4         | 8     | Kim Janssens              | BEL   | 1:09.25 |       |
| 21       | 6         | 2     | Tianna Rissling           | CAN   | 1:09.29 |       |
| 22       | 3         | 2     | Jenna Laukkanen           | FIN   | 1:09.39 | NR    |
| 23       | 5         | 1     | Chiara Boggiatto          | ITA   | 1:09.50 |       |
| 24       | 4         | 7     | Rie Kaneto                | JPN   | 1:09.56 |       |
| 25       | 3         | 6     | Suzaan van Biljon         | RSA   | 1:09.64 |       |
| 26       | 3         | 3     | Hrafnhildur Luthersdottir | ISL   | 1:09.82 | NR    |
| 27       | 3         | 8     | Sycerika McMahon          | IRL   | 1:09.91 |       |
| 28       | 5         | 8     | Back Su-Yeon              | KOR   | 1:10.00 |       |
| 29       | 2         | 3     | Evghenia Tanasienco       | MDA   | 1:11.03 |       |
| 30       | 3         | 5     | Stephanie Spahn           | SUI   | 1:11.13 |       |
| 31       | 6         | 8     | Sara Nordenstam           | NOR   | 1:11.33 |       |
| 32       | 2         | 4     | Danielle Beaubrun         | LCA   | 1:11.34 | NR    |
| 33       | 3         | 7     | Tanja Smid                | SVN   | 1:12.12 |       |
| 34       | 2         | 5     | Anastasia Christoforou    | CYP   | 1:13.15 |       |
| 35       | 2         | 6     | Patricia Casellas         | PUR   | 1:13.16 | NR    |
| 36       | 3         | 1     | Carolina Mussi            | BRA   | 1:13.66 |       |
| 37       | 2         | 1     | Ivana Ninkovic            | BIH   | 1:14.32 | NR    |
| 38       | 2         | 8     | Matelita Buadromo         | FIJ   | 1:14.70 |       |
| 39       | 2         | 2     | Daniela Lindemeier        | NAM   | 1:15.64 |       |
| 40       | 2         | 7     | Jessica Stephenson        | GUY   | 1:16.54 |       |
| 41       | 1         | 3     | Pilar Shimizu             | GUM   | 1:21.19 |       |
| 42       | 1         | 5     | Oksana Hatamkhanova       | AZE   | 1:22.66 |       |
| 43       | 1         | 6     | Mariana Henriques         | ANG   | 1:26.27 |       |
| 44       | 1         | 4     | Ouyngerel Hantumur        | MGL   | 1:28.86 |       |
| 45       | 1         | 2     | Guedia Mouafo             | CMR   | 1:30.56 |       |
| 46       | 1         | 7     | Dede Camara               | GUI   | 1:40.16 |       |

### Elődöntők

#### Első elődöntő
| Helyezés | Pálya | Nemzetiség       | Úszók | Idő     | Megj. |
| -------- | ----- | ---------------- | ----- | ------- | ----- |
| 1        | 3     | Leisel Jones     | AUS   | 1:06.66 | Q     |
| 2        | 4     | Ji Liping        | CHN   | 1:07.09 | Q     |
| 3        | 2     | Sun Ye           | CHN   | 1:07.25 | Q     |
| 4        | 7     | Moniek Nijhuis   | NED   | 1:07.60 | Q     |
| 5        | 5     | Satomi Suzuki    | JPN   | 1:07.68 |       |
| 6        | 6     | Jennie Johansson | SWE   | 1:08.02 |       |
| 7        | 8     | Joline Höstman   | SWE   | 1:08.55 |       |
| 8        | 1     | Amanda Beard     | USA   | 1:08.64 |       |

#### Második elődöntő
| Helyezés | Pálya | Nemzetiség              | Úszók | Idő     | Megj. |
| -------- | ----- | ----------------------- | ----- | ------- | ----- |
| 1        | 4     | Rebecca Soni            | USA   | 1:04.91 | Q     |
| 2        | 6     | Rikke Pedersen          | DEN   | 1:07.13 | Q     |
| 3        | 3     | Jillian Tyler           | CAN   | 1:07.28 | Q     |
| 4        | 2     | Julija Jefimova         | RUS   | 1:07.53 | Q     |
| 5        | 7     | Leiston Pickett         | AUS   | 1:07.87 |       |
| 6        | 5     | Sarah Poewe             | GER   | 1:08.38 |       |
| 7        | 8     | Petra Chocová           | CZE   | 1:08.40 | NR    |
| 8        | 1     | Marina Garcia Urzainque | ESP   | 1:08.81 |       |

### Döntő
| Helyezés  | Pálya | Nemzetiség      | Úszók | Idő     | Megj. |
| --------- | ----- | --------------- | ----- | ------- | ----- |
| Aranyérem | 4     | Rebecca Soni    | USA   | 1:05.05 |       |
| Ezüstérem | 5     | Leisel Jones    | AUS   | 1:06.25 |       |
| Bronzérem | 3     | Ji Liping       | CHN   | 1:06.52 |       |
| 4         | 1     | Julija Jefimova | RUS   | 1:06.56 |       |
| 5         | 2     | Sun Ye          | CHN   | 1:07.08 |       |
| 6         | 6     | Rikke Pedersen  | DEN   | 1:07.28 |       |
| 7         | 7     | Jillian Tyler   | CAN   | 1:07.64 |       |
| 8         | 8     | Moniek Nijhuis  | NED   | 1:07.97 |       |